# Cangur arborícola de Seri
El cangur arborícola de Seri (Dendrolagus stellarum) és una espècie de marsupial de la família dels macropòdids. És endèmic de la Serralada Central de Papua Nova Guinea i es troba amenaçat per la pèrdua d'hàbitat.